# سلیمان طاهری
سلیمان طاهری سرتیپ دوم ارتش جمهوری اسلامی ایران است، که هم‌اکنون به‌عنوان فرمانده قرارگاه منطقه‌ای غرب نزاجا فعالیت می‌کند و فرمانده ارشد ارتش در استان‌های کردستان و کرمانشاه است.
طاهری از ۱۳۹۵ تا ۱۳۹۷ فرمانده تیپ ۱۸۸ زرهی زاهدان بود و در فاصله سال‌های ۱۳۹۷ تا ۱۳۹۸ فرماندهی لشکر ۸۸ زرهی سیستان و بلوچستان را برعهده داشت. وی از ۱۳۹۸ تا ۱۴۰۰ به‌عنوان جانشین فرمانده قرارگاه منطقه‌ای غرب نزاجا فعالیت می‌کرد و از خردادماه ۱۴۰۰ فرمانده قرارگاه منطقه‌ای غرب نزاجا است. او در سال ۱۳۹۷ درجه سرتیپ‌دومی دریافت کرد.